# 新納時久
新納 時久（にいろ ときひさ）は、南北朝時代の武将。新納氏初代当主。

## 略歴
島津氏4代当主・島津忠宗の四男として誕生。
建武2年（1335年）、日向国児湯郡新納院の地頭に任じられ高城に入り新納氏を名乗る。後醍醐天皇と足利尊氏との間に争いが起こると、本家と共に尊氏方に属す。足利政権内で尊氏・直義兄弟の対立が生まれると、同様に尊氏方に属していた。
しかし領内の情勢から、正平4年/貞和5年（1349年）、時久は直義方に属しその功績により日向救仁院を賜る。翌正平5年/貞和6年（1350年）、直義方の日向守護・畠山直顕に攻められ高城が陥落。時久は本拠地を日向救仁院に移した。
志布志城跡の矢倉場には新納時久の墓が現在も残る。